# Vila Franca de Xira
Vila Franca de Xira község és település Portugáliában, Lisszabon kerületben, a Tajo folyó nyugati partján fekszik, mintegy 32 kilométernyire északkeletre a fővárostól, Lisszabontól. A település területe 318,19 négyzetkilométer. Vila Franca de Xira lakossága 136 886 fő volt a 2011-es adatok alapján. A településen a népsűrűség 430 fő/ négyzetkilométer. A település jelenlegi vezetője Alberto Mesquita.
Úgy tartják, hogy Vila Franca de Xirát I. Alfonz portugál király francia utódja alapította 1200 körül. 
A város híres Bikafuttatásairól, melyeket júliusban és októberben tartanak. A bikákat a Ribatejo sós mocsárvidékein nevelik, ugyanott, ahol a híres Luzitán lovakat is, melyek gyors reflexszel rendelkeznek és könnyű irányítani őket. A helyi múzeumban számos különböző színekben pompázó torreádor öltözék tekinthető meg, melyek a Portugál bikaviadaloknak állítanak emléket. 
A múzeum közelében áll a 18. században épített Misericórdia-templom, melyet a messze földön híres Azulejo csempézet borít. A városban található még a Neorealizmus Múzeum is.
Vila Franca de Xirától három kilométernyire délre található a Lezíria Grande Equestrian Központ, ahol a látogatók a Luzitán lovakról tekinthetnek meg kiállítást.
A község 6 települést foglal magába:
- Alhandra, São João dos Montes e Calhandriz
- Alverca do Ribatejo e Sobralinho
- Castanheira do Ribatejo e Cachoeiras
- Póvoa de Santa Iria e Forte da Casa
- Vialonga
- Vila Franca de Xira

## Demográfia
| Vila Franca de Xira község népessége (1801–2011) | Vila Franca de Xira község népessége (1801–2011) | Vila Franca de Xira község népessége (1801–2011) | Vila Franca de Xira község népessége (1801–2011) | Vila Franca de Xira község népessége (1801–2011) | Vila Franca de Xira község népessége (1801–2011) | Vila Franca de Xira község népessége (1801–2011) | Vila Franca de Xira község népessége (1801–2011) | Vila Franca de Xira község népessége (1801–2011) |
| ------------------------------------------------ | ------------------------------------------------ | ------------------------------------------------ | ------------------------------------------------ | ------------------------------------------------ | ------------------------------------------------ | ------------------------------------------------ | ------------------------------------------------ | ------------------------------------------------ |
| 1801                                             | 1849                                             | 1900                                             | 1930                                             | 1960                                             | 1981                                             | 1991                                             | 2001                                             | 2011                                             |
| 3 839                                            | 5 202                                            | 15 766                                           | 24 053                                           | 40 594                                           | 88 193                                           | 103 571                                          | 122 908                                          | 136 886                                          |

## Fordítás
Ez a szócikk részben vagy egészben  a   Vila Franca de Xira című angol Wikipédia-szócikk ezen változatának fordításán alapul.  Az eredeti cikk szerkesztőit annak laptörténete sorolja fel. Ez a jelzés csupán a megfogalmazás eredetét és a szerzői jogokat jelzi, nem szolgál a cikkben szereplő információk forrásmegjelöléseként.